# Arboreto del Connecticut College
El Arboreto del Connecticut College en inglés : Connecticut College Arboretum es un área preservada, jardín botánico y arboreto de 750 acres (300 hectáreas) de extensión, en el campus del Connecticut College entre las ciudades de New London, y Waterford, Connecticut. 
Esta arboreto y jardín botánico centra su interés en las plantas de la región, la ecología y el carácter del sudoeste de Nueva Inglaterra. 
El código de reconocimiento internacional del Connecticut College Arboretum como institución botánica (en el Botanical Gardens Conservation International - BGCI), así como las siglas de su herbario es CCNL.

## Localización
El arboreto está comprendido entre el lado oeste con la "Williams Street", y el sur limita con "Gallows Lane".
Connecticut College Arboretum 270 Mohegan Avenue, New London, New London County, Connecticut CT 06320-9913, United States of America-Estados Unidos de América.
Planos y vistas satelitales.41°22′48″N 72°6′36″O / 41.38000, -72.11000
Los senderos y los jardines están abiertos desde el amanecer hasta el anochecer y la entrada es gratuita para el público. 

## Historia
Dr. Caroline Black, primera presidenta del departamento de botánica, creó un pequeño jardín de enseñanza en 1928 a través de la avenida Mohegan (hoy Ruta CT 32) de la entrada principal del colegio. El terreno de cuatro acres fue nombrado como "Caroline Black Garden" después de su prematura muerte en 1930, y todavía se mantiene cultivado en la actualidad.
A principios de 1931, el Colegio contrató al arquitecto paisajista AF Brinckerhoff de la ciudad de Nueva York para diseñar un plan para el Arboretum y contrató al Dr. George S. Avery, Jr. como presidente del departamento de botánica y primer director del Arboretum. El Dr. Avery supervisó el desarrollo de la Colección de plantas indígenas de los invernaderos universitarios y comenzó la membresía y programas educativos, tales como la serie de Boletines del Arboreto, que siguen siendo muy activos en la actualidad.
Cuando George Avery dejó su puesto para convertirse en el director del Jardín Botánico de Brooklyn, en Nueva York, en 1944, el Dr. Richard H. Goodwin se hizo cargo del departamento de botánica y Arboreto. Mientras continúa el desarrollo de la Colección de Plantas Nativas, la verdadera pasión del Dr. Goodwin era la conservación del suelo. Durante su tiempo en la universidad, el Arboreto creció de cerca de 100 acres y 450 acres que rodean el campus hacia el oeste, norte y noreste. 
En 1952 la Junta Directiva de Administración del Colegio designó al "Bolleswood Natural Area" con el expreso propósito de establecer estudios ecológicos a largo plazo. Catálogos de la vegetación comenzaron en ese año en el área natural de 75 hectáreas ubicada al oeste de la charca del Arboretum y el sur de "Gallows Lane". En 1953, el Dr. Goodwin contrató al joven ecólogo Dr. William A. Niering para enseñar en el departamento de botánica, para que sea su ayudante de dirección y de supervisión en la investigación ecológica en el Arboreto.
El Dr. Niering se convirtió en director del Arboreto en 1965, momento en el cual el Arboreto ha servido a generaciones de estudiantes y profesores como un laboratorio viviente y zona de recreo muy querido. Como la conciencia ambiental en los Estados Unidos comenzó a florecer a través de los turbulentos años 1960, Goodwin y Niering encaminaron sus esfuerzos para preservar los espacios naturales y proteger los humedales salobres y de agua dulce existentes.
En 1969, la universidad estableció el programa de ecología humana y mayor, que más tarde pasó a llamarse estudios ambientales. Desde su creación, el programa ha sido dirigido por un miembro del departamento de botánica, comenzando con Richard Goodwin e incluyendo a los profesores, Niering, Sally Taylor y Peter Siver.
El resto de la propiedad original fue rodeado con muros de piedra que testifican sus más de doscientos años de uso agrícola. Lo que finalmente se convirtió en la Colección de Plantas Nativas y Bolleswood Area Natural se compone de salientes rocosos, pantanos de arce rojo y campos de malezas.

## Colecciones
Este arboreto alberga 5494 accesiones de plantas con 710 taxones en cultivo. 
El Arboreto alberga las siguientes colecciones:
- The Native Plant Collection (Colección de plantas nativas) con 8 hectáreas (20 acres) se estableció en 1931, y muestra los árboles y arbustos nativos del este de Norteamérica y resistentes al clima de New London. Contiene 288 taxones, incluyendo árboles, arbustos y enredaderas leñosas autóctonas de la región boscosa del este de América del Norte, como Amelanchier, Cornejos, Azaleas, Kalmia latifolia, Rhododendron gigante, Oxydendrum arboreum, Clethra alnifolia, perennifolios y coníferass. De particular interés:
  - The Lincoln and Lillian Dauby Gries Conifer Collection (est. 1988), cultiva 1.2 ha (3 acres) de coníferas: Abies, Piceas, Tsugas, Juniperus, Pinus, etc., y una gran variedad de arbustos nativos.
  - The Nancy Moss Fine Native Azalea Garden (est. 1978), muestra 15 especies de híbridos naturales de Azaleas (Rhododendron spp.).
  - The Josephine Hooker Shain Mountain Laurel Garden (est. 1985), muestra cultivares de laurel de montaña (Kalmia latifolia), muchos de los cuales son obra del Dr. Richard Jaynes.
  - The Edgerton and Stengel Wildflower Gardens (est. 1956), muestra 0.8 ha (2 acres) of helechos y flores silvestres como trillium (Trillium spp.), flores del cardenal (Lobelia cardinalis), y (Chelone spp.).
- The Caroline Black Garden contiene una colección madura de árboles ornamentales, arbustos y hierbas de todo el mundo, incluyendo 187 taxones leñosos diferentes, como azaleas, arces japoneses, Oxydendrum arboreum, stuartias japonesas, olorosos viburnum, cerezos, y muchos otros especímenes.
- The Connecticut College Campus actualmente tiene 223 taxones de árboles y numerosos arbustos, incluyendo Franklinia, árbol pagoda (Styphnolobium japonicum), Heptacodium miconioides, y Hamamelis chino.
- The Greenhouse (Invernadero) con 280 m² (3,000 pies cuadrados) incluye una casa tropical, una colección de cactus, y un área de experimentación.

## Imágenes del arboreto

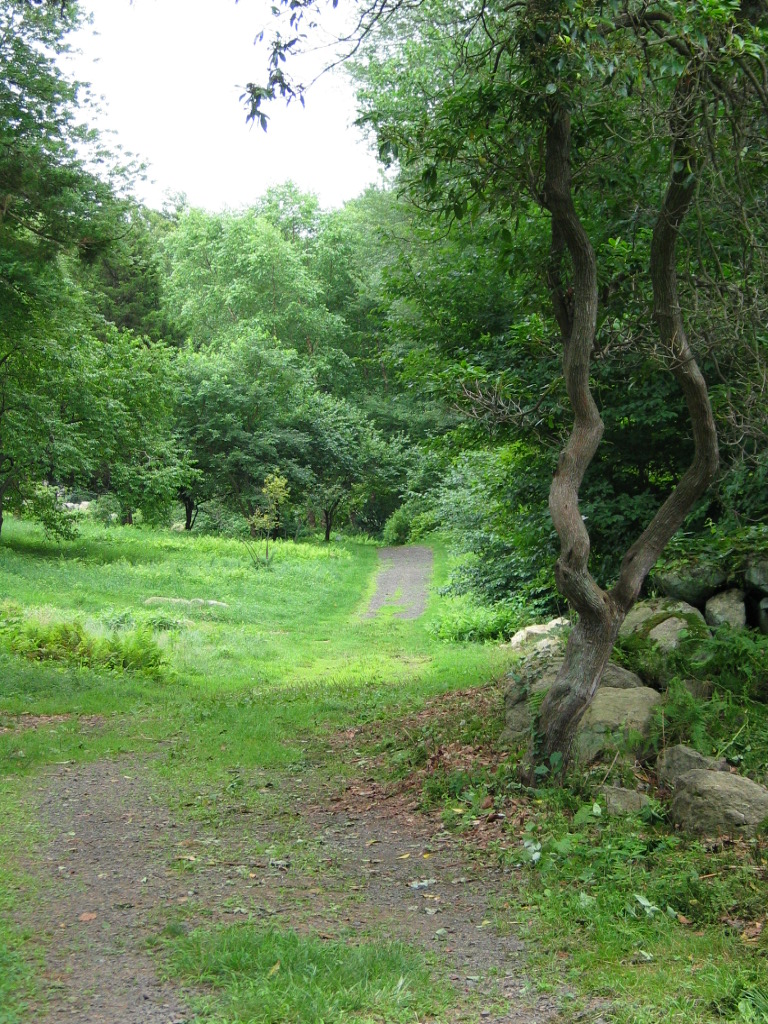
Entre los verdes senderos del arboreto.
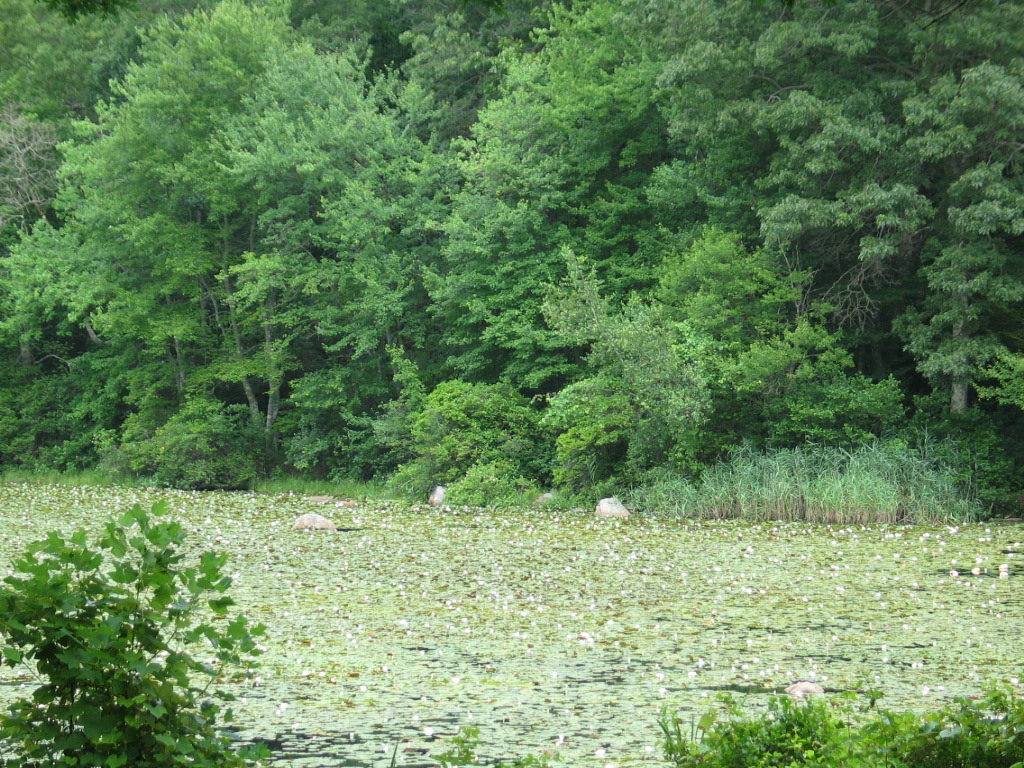
El estanque los lirios acuáticos rodeado de césped.
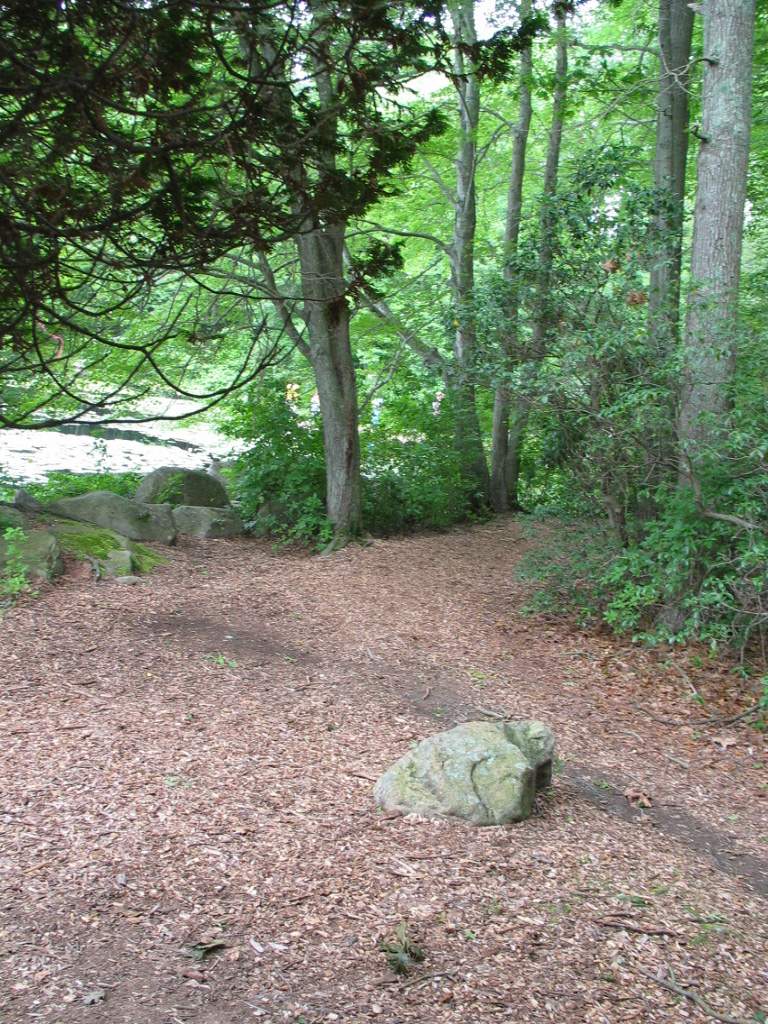
Otro rincón verde del arboreto.
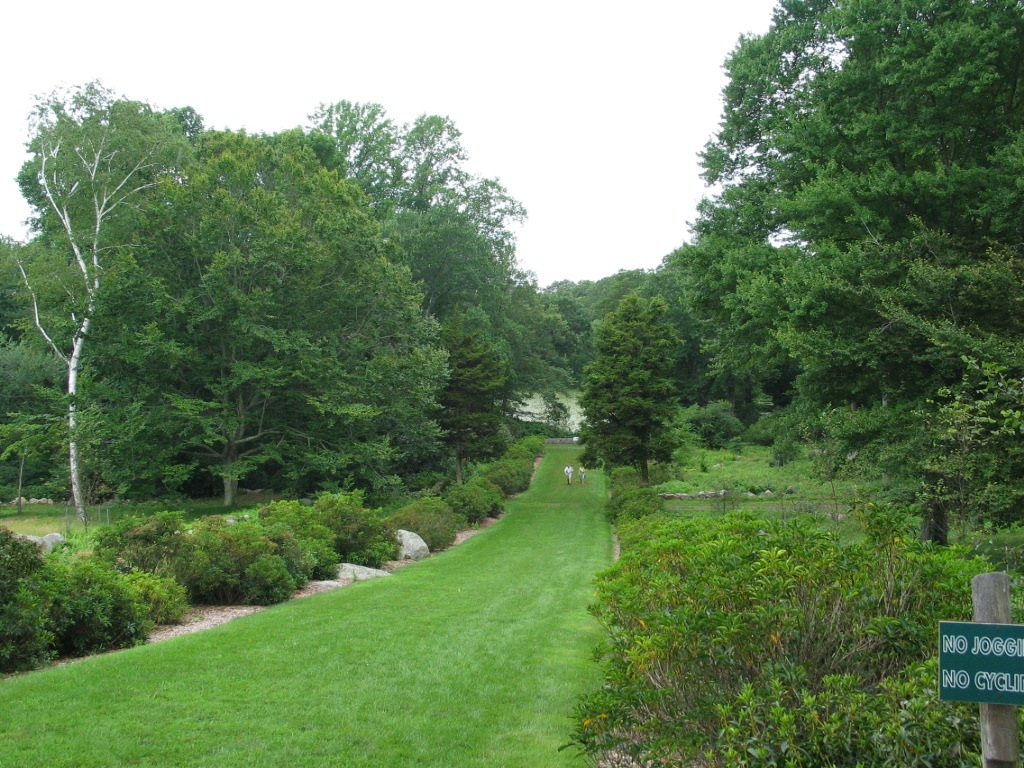
La entrada al arboreto.